# 대한민국 정무장관(제1)실
정무장관(제1)실(政務長官(第一)室)은 행정부와 정당 간의 당정 협조 및 정책 협의 업무, 국회와 행정부 간의 업무 협조 지원 업무와 시민 운동 단체에 대한 협조 및 지원 업무를 담당하는 대한민국의 옛 중앙행정기관이다. 1981년 4월 8일 제1무임소장관실을 개편하여 발족하였으며 1998년 2월 28일 폐지되었다. 소관 업무는 행정자치부로 이관되었다.

## 설치 근거 및 소관 업무
- 정부조직법 [법률 제3422호, 1981.04.08 일부개정] 제18조[1]
- 정무장관실직제 [대통령령 제10280호, 1981.04.08 제정] 제1조[2] 제2조[3]

## 연혁
- 1981년 4월 8일 - 제1무임소장관실을 폐지하고 정무장관(제1)실을 신설.
- 1998년 2월 28일 - 정무장관(제1)실을 폐지.

## 조직
- 정무실장 ( 1981.04 ~ 1998.02 )
- 제1조정관 ( 1981.04 ~ 1998.02 )
- 제2조정관 ( 1981.04 ~ 1998.02 )
- 제3조정관 ( 1981.04 ~ 1998.02 )
- 제4조정관 ( 1981.04 ~ 1998.02 )
- 총무과 ( 1981.04 ~ 1998.02 )

## 역대 장관

### 정무제1장관
| 정부        | 대수 | 이름           | 임기                                | 출신지                   | 출신학교 | 비고 |
| ----------- | ---- | -------------- | ----------------------------------- | ------------------------ | -------- | --- |
| 제 5 공화국 | 초대 | 정종택(鄭宗澤) | 1981년 4월 8일 ~ 1982년 5월 21일    | 충북 청원                | 서울대   | 충청북도지사&환경부 장관&농수산부 장관&제11·12·13대 국회의원                                                                  |
| 제 5 공화국 | 2대  | 오세응(吳世應) | 1982년 5월 21일 ~ 1983년 10월 15일  | 경기 안성                | 연세대   | 제8·9·10·11·12·14·15대 국회의원&국회 문화공보위원회 위원장&국회부의장&한국통신사 이사장                                       |
| 제 5 공화국 | 3대  | 이태섭(李台燮) | 1983년 10월 15일 ~ 1985년 2월 19일  | 경기 화성                | 서울대   | 과학기술처 장관&제10·11·13·15대 국회의원&국회 상공위원회 위원장&한국원자력문화재단 이사장                                     |
| 제 5 공화국 | 4대  | 정재철(鄭在哲) | 1985년 2월 19일 ~ 1987년 5월 19일   | 강원 양구                | 동국대   | 제11·12·14·15대 국회의원&국회 재무위원회 위원장&국회 예산결산특별위원회 위원장&한일은행장                                     |
| 제 5 공화국 | 5대  | 조기상(曺淇相) | 1987년 5월 19일 ~ 1987년 7월 14일   | 전남                     | 서울대   | 제11·12대 국회의원 |
| 제 5 공화국 | 6대  | 이종률(李鍾律) | 1987년 7월 14일 ~ 1988년 2월 25일   | 전북 남원                | 서울대   | 제10·12대 국회의원&국회사무총장&통일시대연구소 이사장                                                                         |
| 노태우 정부 | 7대  | 김윤환(金潤煥) | 1988년 3월 7일 ~ 1988년 5월 3일     | 경북 선산 (현 경북 구미) | 경북대   | 대통령비서실 정무제1수석비서관&대통령비서실장&제10·11·13·14·15대 국회의원&민주정의당 원내총무&신한국당 대표위원               |
| 노태우 정부 | 8대  | 이종찬(李鍾贊) | 1988년 5월 3일 ~ 1988년 12월 5일    | 중국 상하이              | 육사     | 국가정보원장&제11·12·13·14대 국회의원&민주정의당 원내총무&국회 운영위원회 위원장                                              |
| 노태우 정부 | 9대  | 정종택(鄭宗澤) | 1988년 12월 5일 ~ 1989년 7월 19일   | 충북 청원                | 서울대   | 충청북도지사&환경부 장관&농수산부 장관&제11·12·13대 국회의원                                                                  |
| 노태우 정부 | 10대 | 박철언(朴哲彦) | 1989년 7월 19일 ~ 1990년 4월 18일   | 경북 성주                | 서울대   | 체육청소년부 장관&제13·14·15대 국회의원&대구경북발전포럼 이사장&한국복지통일연구소 이사장                                     |
| 노태우 정부 | 11대 | 김윤환(金潤煥) | 1990년 4월 18일 ~ 1990년 10월 13일  | 경북 선산 (현 경북 구미) | 경북대   | 대통령비서실 정무제1수석비서관&대통령비서실장&제10·11·13·14·15대 국회의원&민주정의당 원내총무&신한국당 대표위원               |
| 노태우 정부 | 12대 | 김동영(金東英) | 1990년 10월 13일 ~ 1991년 7월 18일  | 경남 거창                | 동국대   | 제9·10·12·13대 국회의원&민주자유당 원내총무                                                                                   |
| 노태우 정부 | 13대 | 최형우(崔炯佑) | 1991년 7월 18일 ~ 1992년 5월 24일   | 경남 울주 (현 울산 울주) | 동국대   | 내무부 장관&제8·9·10·13·14·15대 국회의원&통일민주당 원내총무                                                                  |
| 노태우 정부 | 14대 | 김용채(金鎔采) | 1992년 5월 24일 ~ 1992년 7월 22일   | 경기 포천                | 조선대   | 건설교통부 장관&제7·9·12·13대 국회의원&신민주공화당 사무총장&한국토지공사 사장                                                |
| 노태우 정부 | 15대 | 김종호(金宗鎬) | 1992년 7월 22일 ~ 1992년 10월 9일   | 충북 괴산                | 서울대   | 충청북도지사&내무부 차관&내무부 장관&제11·12·13·14·15·16대 국회의원&민주자유당 원내총무&민주자유당 정책위원회 의장&국회부의장 |
| 노태우 정부 | 16대 | 김동익(金東益) | 1992년 10월 9일 ~ 1993년 2월 25일   | 서울                     | 서울대   | 중앙일보 편집국장 |
| 문민 정부   | 17대 | 김덕룡(金德龍) | 1993년 2월 26일 ~ 1993년 12월 21일  | 전북 익산                | 경복고교 | 제13·14·15·16·17대 국회의원&민주자유당 사무총장&한나라당 원내대표&21세기국가경영연구회장                                      |
| 문민 정부   | 18대 | 서청원(徐淸源) | 1993년 12월 21일 ~ 1994년 12월 23일 | 충남 천안                | 중앙대   | 제11·13·14·15·16·18·19·20대 국회의원&신한국당 원내총무&한나라당 대표최고위원&국회 운영위원회 위원장&새누리당 최고위원         |
| 문민 정부   | 19대 | 김윤환(金潤煥) | 1994년 12월 23일 ~ 1995년 7월 4일   | 경북 선산 (현 경북 구미) | 경북대   | 대통령비서실 정무제1수석비서관&대통령비서실장&제10·11·13·14·15대 국회의원&민주정의당 원내총무&신한국당 대표위원               |
| 문민 정부   | 20대 | 김영구(金榮龜) | 1995년 7월 4일 ~ 1995년 12월 20일   | 경남 함양                | 동국대   | 제11·12·13·14·15대 국회의원&국회 운영위원회 위원장                                                                            |
| 문민 정부   | 21대 | 주돈식(朱燉植) | 1995년 12월 20일 ~ 1996년 5월 9일   | 충남 천안                | 서울대   | 대통령비서실 공보수석비서관&문화체육부 장관                                                                                   |
| 문민 정부   | 22대 | 김덕룡(金德龍) | 1996년 5월 9일 ~ 1996년 12월 20일   | 전북 익산                | 경복고교 | 제13·14·15·16·17대 국회의원&민주자유당 사무총장&한나라당 원내대표&21세기국가경영연구회장                                      |
| 문민 정부   | 23대 | 신경식(辛卿植) | 1996년 12월 20일 ~ 1997년 8월 5일   | 충북 청원                | 고려대   | 제13·14·15·16대 국회의원&국회의장비서실장                                                                                     |
| 문민 정부   | 24대 | 홍사덕(洪思德) | 1997년 8월 5일 ~ 1998년 3월 1일     | 경북 영주                | 서울대   | 제11·12·14·15·16·18대 국회의원&한나라당 원내대표&국회부의장                                                                   |

## 역대 차관

### 정무제1장관 보좌관
| 정부        | 대수 | 이름           | 임기                               | 출신지                     | 출신학교               | 비고                                                                                     |
| ----------- | ---- | -------------- | ---------------------------------- | -------------------------- | ---------------------- | ---------------------------------------------------------------------------------------- |
| 제 5 공화국 | 초대 | 이상연(李相淵) | 1981년 4월 8일 ~ 1981년 6월 30일   | 경북 대구 (현 경북과 분리) | 경북대 미국 육군정보교 | 서울특별시 부시장&대구직할시장&보안사 감찰실장·사령관 특별보좌관&민정당 중앙정치연수원장 |
| 제 5 공화국 | 2대  | 이진(李進)     | 1981년 7월 1일 ~ 1985년 7월 19일   | 충남 공주                  | 서울대                 | 환경처 차관&제12대 국회의원&국정교과서 이사장                                            |
| 제 5 공화국 | 3대  | 민해영(閔海榮) | 1985년 7월 19일 ~ 1988년 3월 5일   | 경기 여주                  | 서울대                 | 대통령비서실 경제비서관&기술신용보증기금 이사장                                          |
| 노태우 정부 | 4대  | 심재홍(沈載鴻) | 1988년 3월 5일 ~ 1989년 7월 20일   | 경기 김포                  | 건국대                 | 대전시장&전라북도지사                                                                    |
| 노태우 정부 | 5대  | 이재원(李在遠) | 1989년 7월 20일 ~ 1990년 7월 2일   | 충남 청양                  | 한국외대               | 대통령비서실 정무비서관                                                                  |
| 노태우 정부 | 6대  | 윤여준(尹汝雋) | 1990년 7월 2일 ~ 1992년 3월 5일    | 충남 논산                  | 단국대                 | 대통령비서실 공보·정무비서관                                                             |
| 노태우 정부 | 7대  | 윤기병(尹奇炳) | 1992년 3월 5일 ~ 1992년 7월 20일   |                            |                        | 정무제2장관 보좌관                                                                       |
| 노태우 정부 | 8대  | 이양희(李良熙) | 1992년 7월 20일 ~ 1993년 3월 3일   | 충남 대전 (현 충남과 분리) | 서울대                 | 대통령비서실 정무비서관                                                                  |
| 문민 정부   | 9대  | 정성철(鄭聖哲) | 1993년 3월 4일 ~ 1994년 5월 23일   | 경기 경성 (현 서울)        | 서울대                 |                                                                                          |
| 문민 정부   | 10대 | 조경근(趙慶根) | 1994년 5월 23일 ~ 1994년 11월 26일 | 충북 보은                  | 서울대                 | 한국소비자보호원 이사                                                                    |

### 정무제1차관
| 정부      | 대수 | 이름           | 임기                                | 출신지    | 출신학교 | 비고                                        |
| --------- | ---- | -------------- | ----------------------------------- | --------- | -------- | ------------------------------------------- |
| 문민 정부 | 10대 | 조경근(趙慶根) | 1994년 11월 26일 ~ 1994년 12월 26일 | 충북 보은 | 서울대   | 한국소비자보호원 이사                       |
| 문민 정부 | 11대 | 유광언(劉光彦) | 1994년 12월 26일 ~ 1995년 12월 23일 | 경남 통영 | 고려대   |                                             |
| 문민 정부 | 12대 | 조만후(曺萬厚) | 1995년 12월 23일 ~ 1998년 3월 1일   | 경남 의령 | 성균관대 | 국가안전기획부장 특별보좌관&제13대 국회의원 |

## 같이 보기
- 정무장관실
- 정무장관(제2)실
- 정무장관(제3)실